# Gmina Kościoła Jezusa Chrystusa Świętych w Dniach Ostatnich w Lublinie
Gmina Kościoła Jezusa Chrystusa Świętych w Dniach Ostatnich w Lublinie – gmina mormońska działająca w Lublinie, należąca do polskiego warszawskiego dystryktu Kościoła Jezusa Chrystusa Świętych w Dniach Ostatnich.
Siedziba gminy mieści się przy ul. Piłsudskiego 12/4. Raz w tygodniu, w niedzielę, odbywają się dwa nabożeństwa: spotkanie sakramentalne oraz szkoła niedzielna.